# تنگ هو-تو
تنگ هو-تو (台灣省水產試驗所؛ ۱۹۱۱ – ۱۹۷۸) جانورشناس و آبزی‌شناس اهل تایوان بود. بخش عمده‌ای از کار او شامل دسته‌بندی غضروف‌ماهیان، به خصوص کوسه‌ها بوده‌است.